# Neotanypeza montana
Neotanypeza montana is een vliegensoort uit de familie van de langpootvliegen (Tanypezidae). De wetenschappelijke naam van de soort is voor het eerst geldig gepubliceerd in 1936 door Enderlein.